# Altstadt-Flohmarkt (Hannover)

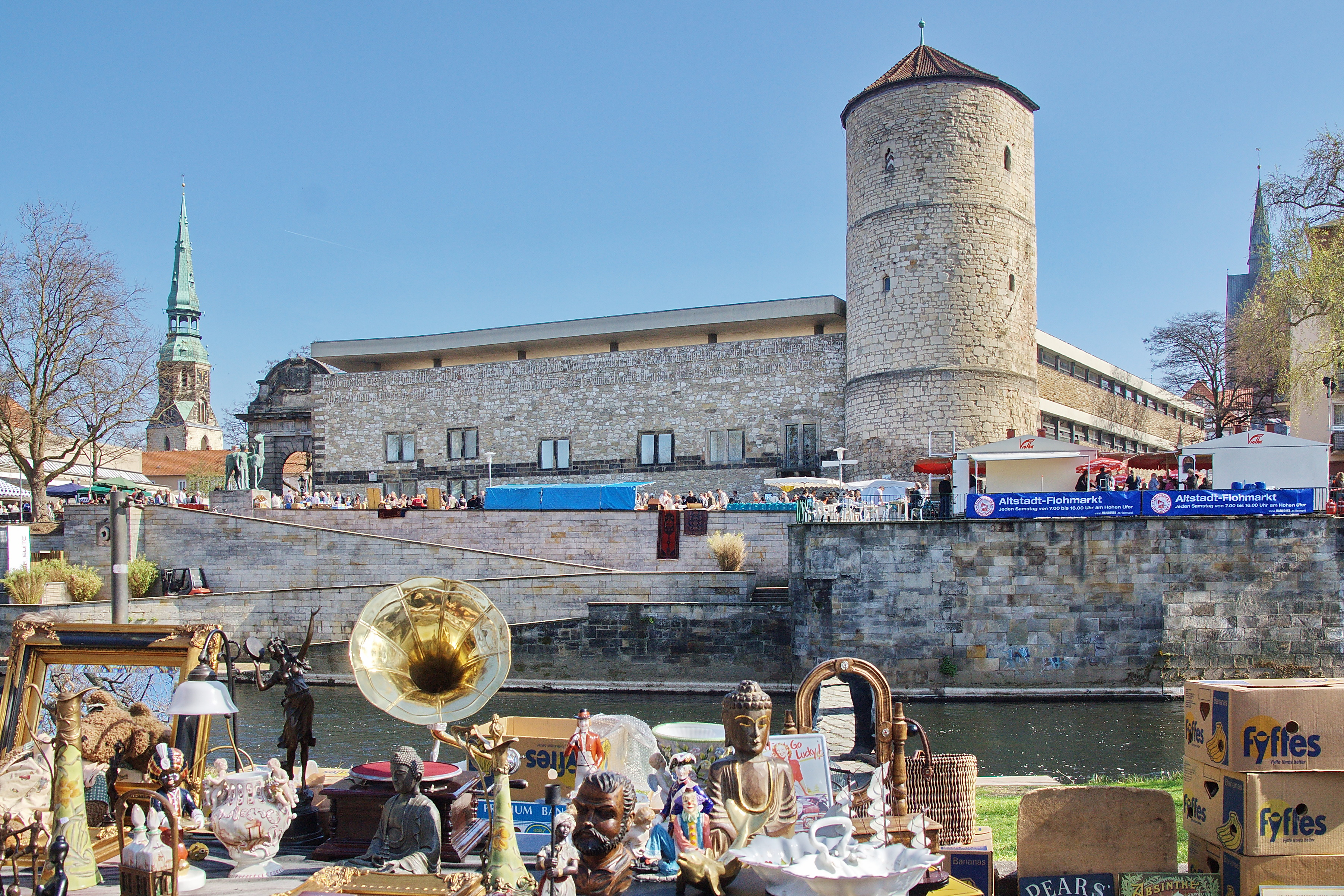
Der Altstadt-Flohmarkt mit Blick auf Beginenturm und Historisches Museum

Der Altstadt-Flohmarkt in Hannover ist ein jeden Samstag stattfindender Flohmarkt beiderseits der Leine von der Leintor- bis zur Goethebrücke. Von morgens bis nachmittags werden durch private Händler gebrauchte Gegenstände, Trödel und kunstgewerbliche Stücke sowie Kunst- und Sammelobjekte angeboten. Der Altstadt-Flohmarkt, zugleich ältester Flohmarkt in Deutschland, hat sich mit der Kneipenszene, dem Altstadtfest und den Nanas zum Bild der Altstadt entwickelt.

## Regeln
Verboten sind seit 2006

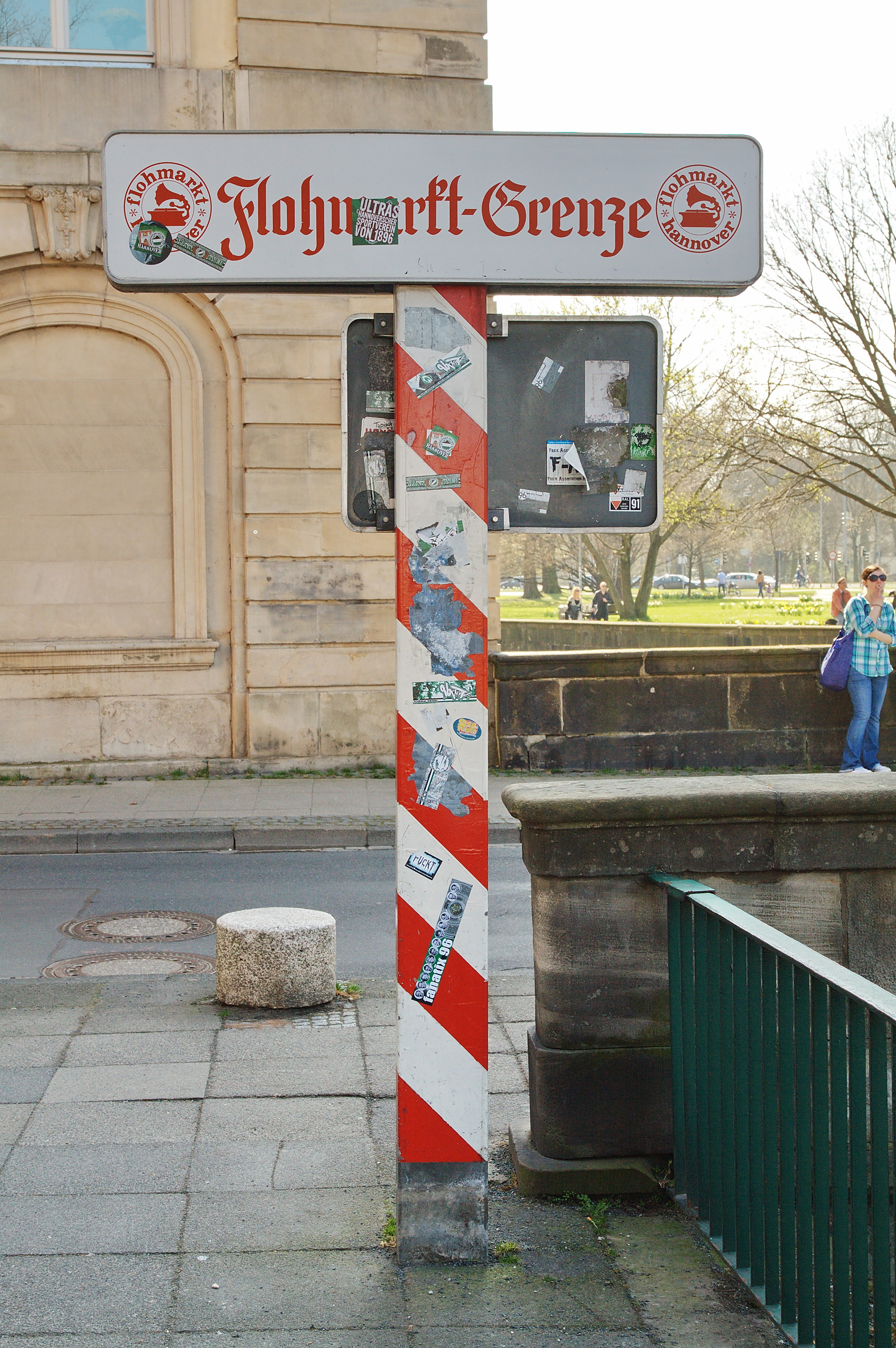
Flohmarktgrenze am Leineschloss

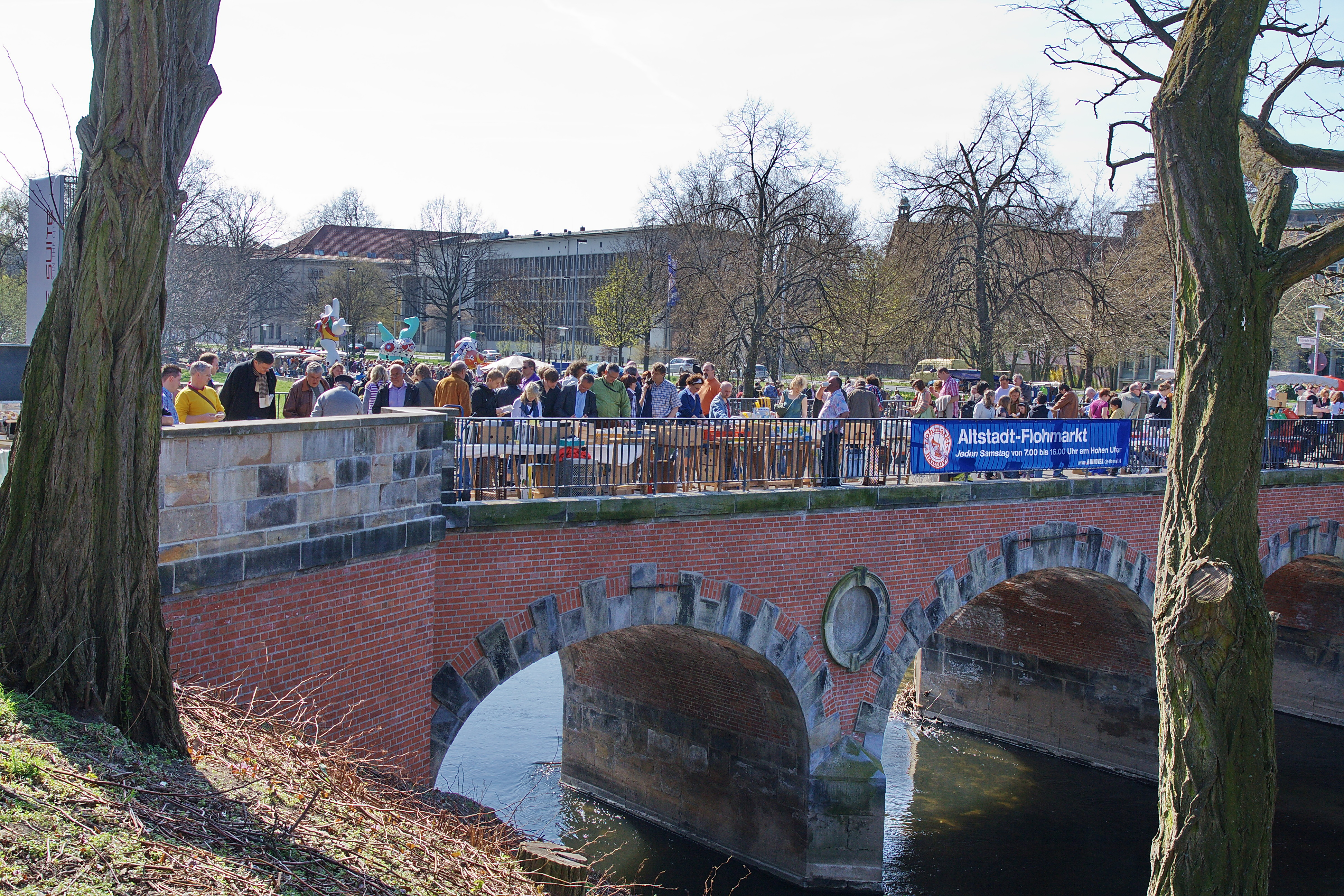
Markttreiben auf der Martin-Neuffer-Brücke, früher Marstallbrücke

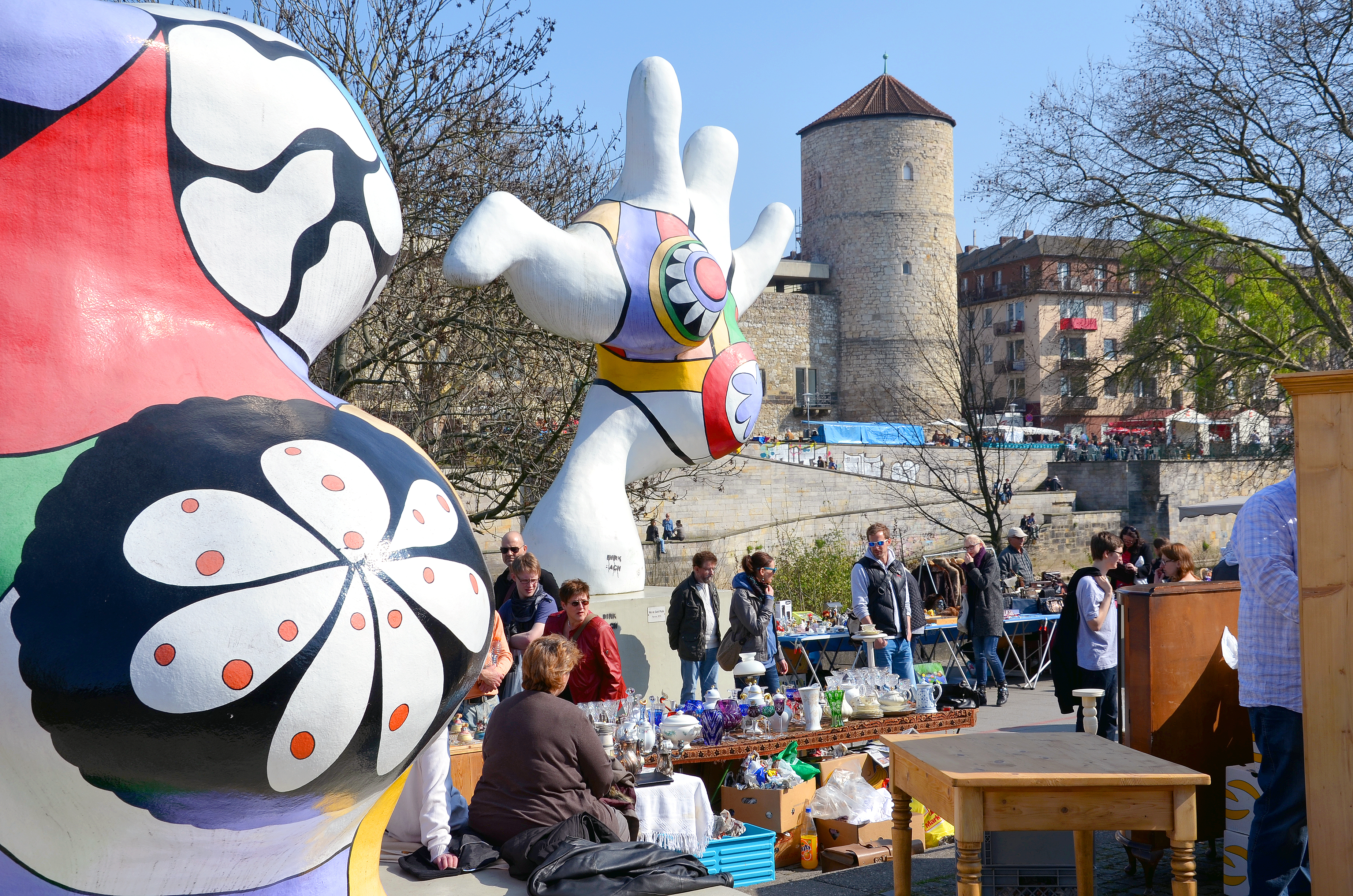
Händler und Besucher zwischen den Nanas in Hannover

- ungebrauchte und/oder verpackte Ware;
- Massenware;
- jüngere Elektro(nik)artikel;
- Bekleidung;
- Fahrräder und Tiere;
- sowie Waffen und kriegsverherrlichende oder Waren mit Symbolen des NS-Regimes.

Darüber hinaus gibt es – je nach Jahreszeit – feste Zeiten für den Auf- und Abbau der Verkaufsstände.

## Geschichte
Der Flohmarkt in Hannover entstand nach dem Vorbild des marché aux puces in Paris und nach einer Idee von Klaus Partzsch. Am 8. April 1967 wurde der hannoversche Flohmarkt durch Reinhard Schamuhn erstmals auf dem Holzmarkt rund um den Oskar-Winter-Brunnen ausgerichtet. Doch erst Mike Gehrke entwickelte ab 1972 den Flohmarkt zu einer allwöchentlich stattfindenden Veranstaltung mit zeitweilig bis zu 1.000 Anbietern, dann jedoch rund um das Hohe Ufer.
Zwischen 1981 und 1991 hat der Künstler János Nádasdy sein Objekt „Leine-Entrümpelungen“ in der Pferdestraße vor dem Beginenturm aufgestellt und mit einer Inschrift Kurt Schwitters gewidmet. Die drei übereinandergestapelten Objekte auf Betonsockel zeigen jeweils zeittypische „Fundgegenstände“ aus der Leine.
Durch ein zunehmendes Angebot von Neuwaren und durch das Entstehen zusätzlicher, teils spezialisierter Trödelmärkte in und um Hannover verlor der Flohmarkt am Leineufer zeitweilig seinen Zuspruch. Doch 2006 gründete sich auf Initiative von Th. Mayer der Freundeskreis Altstadt-Flohmarkt. Im selben Jahr wurde der Flohmarkt unter der Bezeichnung „Altstadt-Flohmarkt“ neu belebt – unter der Trägerschaft des Verkehrsvereins und nach Schaffung strenger Regeln.
2005 wurde der Fußweg parallel des Leibnizufers, auf dem auch die drei Nanas stehen, nach dem Stadtimagepfleger und Flohmarktorganisator Mike-Gehrke-Promenade benannt. Gehrke, der mit Niki de Saint Phalle befreundet war, war 1973 auch Initiator zur Aufstellung der drei Nanas.
Seit 2008 steht der Altstadt-Flohmarkt in der Verantwortung des Hannover Tourismus Service GmbH.